# Olympische Sommerspiele 2012/Teilnehmer (Libyen)
| Gelbes Symbol für Goldmedaillen mit stilisierten Olympischen Ringen | Graues Symbol für Silbermedaillen mit stilisierten Olympischen Ringen | Braundes Symbol für Bronzemedaillen mit stilisierten Olympischen Ringen |
| ------------------------------------------------------------------- | --------------------------------------------------------------------- | ----------------------------------------------------------------------- |
| —                                                                   | —                                                                     | —                                                                       |

Libyen nahm in London an den Olympischen Spielen 2012 teil. Es war die insgesamt zehnte Teilnahme an Olympischen Sommerspielen. Das Libysche Olympische Komitee nominierte fünf Athleten in vier Sportarten.
Fahnenträger bei der Eröffnungsfeier war der Schwimmer Sofyan El-Gadi.

## Teilnehmer nach Sportarten

### Gewichtheben
| Athleten    | Wettbewerb       | Reißen                                      | Reißen                                      | Stoßen                                      | Stoßen                                      | Zweikampf                                   | Zweikampf                                   | Rang |
| Athleten    | Wettbewerb       | Gewicht                                     | Rang                                        | Gewicht                                     | Rang                                        | Gewicht                                     | Rang                                        | Rang |
| ----------- | ---------------- | ------------------------------------------- | ------------------------------------------- | ------------------------------------------- | ------------------------------------------- | ------------------------------------------- | ------------------------------------------- | ---- |
| Männer      |                  |                                             |                                             |                                             |                                             |                                             |                                             |      |
| Ali Elkekli | Klasse bis 85 kg | wegen Dopings kurz vor den Spielen gesperrt | wegen Dopings kurz vor den Spielen gesperrt | wegen Dopings kurz vor den Spielen gesperrt | wegen Dopings kurz vor den Spielen gesperrt | wegen Dopings kurz vor den Spielen gesperrt | wegen Dopings kurz vor den Spielen gesperrt | –    |

### Judo
| Athleten               | Wettbewerb       | 1. Runde | 1. Runde | Achtelfinale | Achtelfinale | Viertelfinale | Viertelfinale | Hoffnungsrunde Halbfinale | Hoffnungsrunde Halbfinale | Halbfinale    | Halbfinale    | Hoffnungsrunde Finale | Hoffnungsrunde Finale | Finale        | Finale        | Rang |
| Athleten               | Wettbewerb       | Gegner   | Ergebnis | Gegner       | Ergebnis     | Gegner        | Ergebnis      | Gegner                    | Ergebnis                  | Gegner        | Ergebnis      | Gegner                | Ergebnis              | Gegner        | Ergebnis      | Rang |
| ---------------------- | ---------------- | -------- | -------- | ------------ | ------------ | ------------- | ------------- | ------------------------- | ------------------------- | ------------- | ------------- | --------------------- | --------------------- | ------------- | ------------- | ---- |
| Männer                 |                  |          |          |              |              |               |               |                           |                           |               |               |                       |                       |               |               |      |
| Ahmed Yousef Elkawiseh | Klasse bis 66 kg | Freilos  | Freilos  | M. Farmonov  | 0002-1011    | ausgeschieden | ausgeschieden | ausgeschieden             | ausgeschieden             | ausgeschieden | ausgeschieden | ausgeschieden         | ausgeschieden         | ausgeschieden | ausgeschieden | 17   |

### Leichtathletik
Laufen und Gehen
| Athleten             | Wettbewerb | Vorlauf | Vorlauf | Halbfinale                         | Halbfinale                         | Finale                             | Finale                             | Rang |
| Athleten             | Wettbewerb | Zeit    | Rang    | Zeit                               | Rang                               | Zeit                               | Rang                               | Rang |
| -------------------- | ---------- | ------- | ------- | ---------------------------------- | ---------------------------------- | ---------------------------------- | ---------------------------------- | ---- |
| Frauen               |            |         |         |                                    |                                    |                                    |                                    |      |
| Hala Gezah           | 100 m      | 13,24 s | 5       | in der Qualifikation ausgeschieden | in der Qualifikation ausgeschieden | in der Qualifikation ausgeschieden | in der Qualifikation ausgeschieden | –    |
| Männer               |            |         |         |                                    |                                    |                                    |                                    |      |
| Ali Mabrouk El Zaidi | Marathon   | –       | –       | –                                  | –                                  | DNF                                | DNF                                | –    |

### Schwimmen
| Athleten       | Wettbewerb          | Vorlauf | Vorlauf | Halbfinale | Halbfinale | Finale | Finale | Rang |
| Athleten       | Wettbewerb          | Zeit    | Rang    | Zeit       | Rang       | Zeit   | Rang   | Rang |
| -------------- | ------------------- | ------- | ------- | ---------- | ---------- | ------ | ------ | ---- |
| Männer         |                     |         |         |            |            |        |        |      |
| Sofyan El-Gadi | 100 m Schmetterling | 56,99 s | 1       | -          | -          | -      | -      | 41   |